# Alfabeto Normale
L'Alfabeto Normale è un tipo di carattere, variante del Transport, utilizzato in Italia per la segnaletica stradale. Anche se già presente in normativa dal 1979, l'Alfabeto Normale (così come l'altra variante del Transport denominata "Alfabeto Stretto") è codificato dall'art. 125 del regolamento attuativo del Codice della Strada del 1992. È utilizzato anche nella segnaletica di San Marino, della Città del Vaticano e dell'Albania.

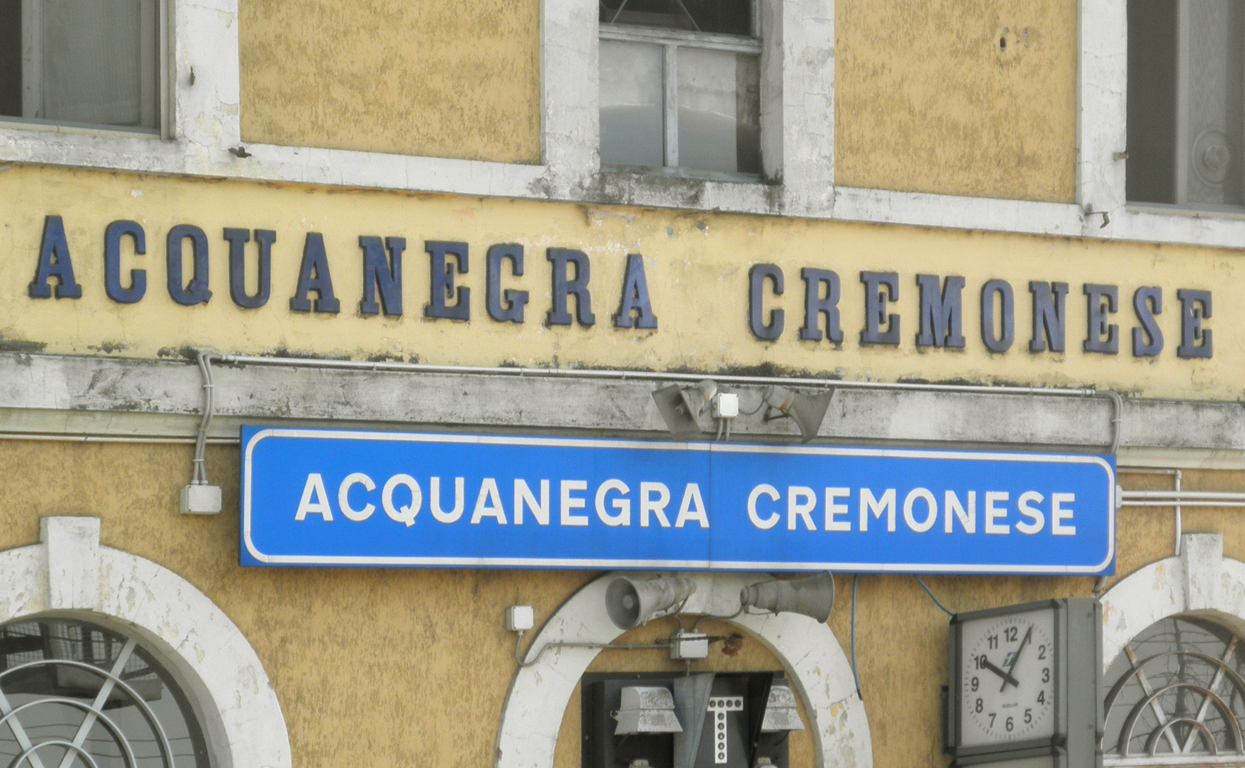
L'Alfabeto Normale in uso nella segnaletica delle Ferrovie dello Stato (stazione di Acquanegra Cremonese)

Dal 1982 l'Alfabeto Normale fu utilizzato anche per la segnaletica delle Ferrovie dello Stato, fino alla sua sostituzione con il Futura a partire dal 2000.

## Varianti e utilizzo nella segnaletica stradale

### Alfabeto Stretto
L'Alfabeto Stretto è impiegato solo in presenza di parole o gruppi di parole non abbreviabili che comporterebbero iscrizioni eccessivamente lunghe rispetto alla grandezza del segnale.
In quanto l'Alfabeto Stretto non presenta segni di punteggiatura, al loro posto vengono utilizzati quelli dell'Alfabeto Normale.

### Variante negativa
La variante negativa dei due alfabeti ha uno spessore ridotto del 15% rispetto alla variante positiva.

### Uso delle maiuscole
Di norma, nei segnali stradali, le maiuscole vengono utilizzate secondo le regole della grammatica.
Fanno eccezione i nomi propri di regioni, province, città, centri abitati, municipi, frazioni o villaggi, per i quali vengono utilizzati esclusivamente caratteri maiuscoli.
Nei segnali in italiano, i nomi comuni sono scritti utilizzando esclusivamente caratteri minuscoli, mentre i nomi propri (diversi da quelli citati nel paragrafo precedente) hanno l'iniziale maiuscola. Nei segnali in altre lingue, si applicano le regole grammaticali di quella lingua. Ad esempio, nei segnali in tedesco anche i nomi comuni sono riportati utilizzando l'iniziale maiuscola.

## Caratteri
L'Alfabeto Normale e l'Alfabeto Stretto così come sono presentati negli allegati dell'art. 125 del regolamento attuativo del Codice della Strada:
|                  |                  | Positivo | Negativo |
| ---------------- | ---------------- | -------- | -------- |
| Alfabeto Normale | Maiuscolo        |          |          |
| Alfabeto Normale | Minuscolo        |          |          |
| Alfabeto Normale | Numeri e simboli |          |          |
| Alfabeto Stretto | Maiuscolo        |          |          |
| Alfabeto Stretto | Minuscolo        |          |          |
| Alfabeto Stretto | Numeri           |          |          |